# Faustus Nairon
Murhij ibn Nirun al-Bani (1628-1711),  latinisé en Faustus Nairon, ou Fauste Nairon de Bane  né à Rome en 1628 et mort dans cette même ville en 1711, était un religieux formé au Collège maronite de Rome, professeur de langue syriaque au collège de la Sapienza à Rome.

## Biographie
Faustus Nairon est issu d’une famille maronite de Bân, village du Liban-Nord. Lui-même vit le jour à Rome en 1628 où ses parents s’étaient installés. A l’âge de dix ans, il fut admis au Collège maronite de Rome.
En 1649, il se rendit au Liban pour se mettre à disposition du patriarche qui, l’ayant ordonné prêtre, lui confia la mission de faire imprimer à Rome le propre des fêtes fixes de la liturgie maronite. Une fois l’impression terminée à Rome en 1656, il ne revint jamais au pays et fit carrière à Rome, où il fut professeur de syriaque à la Sapienza, et publia plusieurs ouvrages.

### Œuvres
- Un traité sur le café : De Saluberrima potione Cahue seu Cafe nuncupata Discurscus, Rome 1671,
- Deux traités sur l’orthodoxie perpétuelle des Maronites : 
  - Dissetatio de origine, nomine ac religione Maronitarum, Rome 1679,
  - Evoplia fidei catholicae romanae historico-dogmatica, Rome 1694.

## Source
- Aurélien Girard, recension de l'Essai sur les Maronites publiée dans la Revue Mabillon, 19 (t.80), 2008, p. 351-354